# Higher Power
Higher Power – singel Anny Bergendahl, wydany 26 lutego 2022 nakładem Freebird oraz Warner Music Sweden. 
Utwór napisali oraz skomponowali Bobby Ljunggren, Erik Bernholm, Thomas G:son oraz sama wokalistka.
Singel dotarł do 17. miejsca na oficjalnej szwedzkiej liście sprzedaży.

## Lista utworów
- Digital download[1]

1. „Higher Power” – 3:00

## Notowania
| Kraj    | Notowanie (2022)  | Najwyższa pozycja |
| ------- | ----------------- | ----------------- |
| Szwecja | Sverigetopplistan | 17                |